# Procesvalidering
Procesvalidering er en analyse af indsamlet under design og fremstilling af et produkt for at kunne bekræfte at processen konsistent og pålideligt kan producere produktet i en ønsket kvalitet og efter en fastsat standard. Regulatoriske myndigheder som EMA og FDA har udgivet retnigngslinjer til procesvalidation. Formålet med procesvalidering er at sikre at forskellige input konsistent kan lede til output af samme høje kvalitet. Procesvalidering er en igangværende proces der ofte skal udføres i takt med at der skabes og indsamles erfaringer under produktionen. 
Validering af produktionsprocesser er essentiel i fastsættelse af produktkvaliteten, da kvaliteten ikke alle kan afgøres under inspektion af det færdige produkt. Det er et regulatorisk krav for produktion af lægemidler.
Procesvalidering kan nedbrydes til tre trin; procesdesign, proceskvalificering og fortsat procesverifikation.